# الأضرحة
الأضرحة الواقعة على بعد 80 ، 120 ، 200 متر شرق قوس سيبتيموس سيفيروس  هو معلم أثري تونسي مصنف من قبل المعهد الوطني للتراث يقع في ولاية القصرين في الوسط الغربي التونسي، تحديدا في مدينة حيدلرة تم تصنيف المعلم في يوم 16 نوفمبر 1928.

## مقالات ذات صلة
- قائمة المعالم الأثرية المصنفة في تونس